# Jarrod Uthoff
Jarrod Uthoff (Cedar Rapids, 19 de maio de 1939) é um jogador norte-americano de basquete profissional que atualmente joga pelo Houston Rockets, disputando a National Basketball Association (NBA).